# Batalla naval de Bône
La batalla naval de Bona de 1360 fou un dels episodis de la Guerra dels dos Peres.

## Antecedents
Els marínides amb el suport de Pere el Cruel de Castella, van atacar i prendre Tlemcen, i Abu Hammu II, l'emir de Tlemcen va demanar socors a Pere el Cerimoniós, qui envia Mateu Mercer amb quatre galeres ben armades, salpant de la platja de València, i va navegar fins a la costa africana, atacant els vaixells del Regne de Castella i els seus vassalls, amb els quals la Corona d'Aragó estava en guerra, i es va dirigir a Bona, a l'emirat de Tlemcen.
Estant les galeres a Bona, el Zorzo, cap de les drassanes de Sevilla i capità del rei de Castella, va sortir amb cinc galeres a recerca de les catalanes.

## Batalla
Les galeres van combatre davant del port de Bona, amb tanta fúria que algunes galeres catalanes van ser abordades pels enemics i la nau capitana, en la qual anava Mateu Mercer va encallar a terra, on els defensors van rebre l'ajut d'alguns moros a cavall per socórrer, però veient-se derrotat, Mercer va saltar a terra i li van donar un cavall i va fugir, però finalment va ser capturat, juntament amb molts dels que es va tirar a terra.

## Conseqüències
El Zorzo va portar pres Mateu Mercer fins al Guadalquivir, on Pere el Cruel va ordenar la seva mort juntament amb la d'altres presoners. En saber de la mort de l'almirall, Pere el Cerimoniós va manar armar algunes galeres comandades per Ponç d'Altarriba, per recórrer la costa de l'emirat de Gharnata en persecució d'el Zorzo.